# Aulonocara aquilonium
Espèce
Synonymes
- Aulonocara aquilonium Konings, 1995
- Aulonocara auditor (non Trewavas, 1935)[1]

Statut de conservation UICN

 LC  : Préoccupation mineure
Aulonocara aquilonium ou Aulonocara chizumulu est une espèce de poissons d'eau douce de la famille des Cichlidae, endémique du lac Malawi en Afrique. Cette espèce se rencontre dans son milieu entre 12 et 25 m de profondeur.

## Taille
Cette espèce mesure adulte une taille maximale avoisinant les 8,5 cm, parfois un peu plus en aquarium pour les plus vieux spécimens mâles.

## Dimorphisme
Le sexe de cette espèce est comme chez beaucoup de Cichlidae  très aisé à reconnaître. En effet, les mâles sont nettement plus colorés et de plus grande taille. Les femelles restent plus petites et possèdent un fond de coloration terne, brun/gris/argenté.

## Reproduction
Cette espèce est incubatrice buccale maternelle, les femelles gardent les œufs, larves et tout jeunes alevins environ 3 semaines, protégés dans leur gueule (sans manger ou en filtrant très légèrement les micro-détritus). Les mâles peuvent se montrer très insistants dès les premières maturités sexuelles des femelles, il est préférable de maintenir cette espèce en groupes de plusieurs individus, de manière à diviser l'agressivité d'un mâle dominant sur plusieurs individus.

## Alimentation
Une alimentation à base de vers rouges ou vers de vase est fortement déconseillée.

## Maintenance
Comme la plupart des espèces de poissons du lac Malawi une température comprise en 22 et 26 °C est nécessaire pour une bonne maintenance.

## StatutIUCN
Cette espèce de cichlidae est classé Vulnérable (VU) sur la liste rouge des espèces menacées IUCN du fait de sa zone de répartition extrêmement restreinte dans le lac Malawi, localisé autour de "Mdoka" dans la partie nord du lac.

## Croisement, hybridation, sélection
Il est impératif de maintenir cette espèce et le genre Aulonocara seul ou en compagnie d'autres espèces, d'autres genres, mais de provenance similaire (lac Malawi). Toutes les femelles du genre étant très semblables. Le commerce aquariophile a également vu apparaître un grand nombre de spécimens provenant d'Asie notamment et aux couleurs des plus vives ou albinos, dues à la sélection.